# Avigdor Liberman

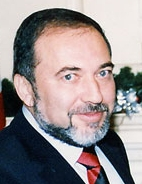
Avigdor Liberman

Avigdor Liberman (tiếng Hebrew: אביגדור ליברמן, tiếng Nga: Авигдор (Эве́т Львович) Либерман, sinh 5 tháng 7 năm 1958 với tên Evet Lieberman) là một chính trị gia Israel và Thành viên Knesset và cũng là Bộ trưởng Ngoại giao và Phó Thủ tướng Chính phủ Israel. Năm 2009, chính quyền mới của Israel và Mỹ có thể đi theo hướng đối lập với nhau. Và người cùng chèo lái con thuyền Israel với Thủ tướng Benjamin Netanyahu là Ngoại trưởng Avigdor Liberman – lãnh đạo đảng cánh hữu Israel Beytenou (Israel là nhà của chúng ta).
Ngày 1/4, 2009 Ngoại trưởng Liberman nói với các nhân viên của mình và với cả thế giới rằng: "Nếu bạn muốn hoà bình, hãy chuẩn bị cho chiến tranh." Liberman cũng nói thêm rằng Israel sẽ không bị ràng buộc bởi thoả thuận Annapolis tháng 11/2007 khi đó Israel, Mỹ và các nhà lãnh đạo Ả-rập đã nhất trí rằng vấn đề giữa Palestine và Israel sẽ được giải quyết bằng phương án hai nhà nước. Mặc dù người ta vẫn còn chưa rõ ảnh hưởng của Lieberman, đến quá trình ra quyết định ở Israel đến đâu nhưng ông này được cho là một trong những nhân vật cổ xuý mạnh mẽ nhất cho việc tấn công phủ đầu để phá huỷ các cơ sở hạt nhân của Iran.